# كم جونغ جك
كم جونغ جك (بالكورية :김종직 - ولد في 1431 ومات في 1492) ويعرف باسمه القلمي جومبِلجاي (점필재) هو عالم كونفشيوسي بارز في عهد سلالة جوسون. ولد في مريانغ لعائلة من اليانغبان من عشيرة كم سونسان (선산 김씨). اجتاز كم اختبار جنسا للأدبيات في 1453 والاختبار الأعلى في 1459.
بعد اجتيازه للاختبار، دخل كم في العمل الحكومي وعُيِّن في عدد من المناصب. كسب كم تأييد الملك سونغجونغ ومعاداة فصيل هُنغو (الأتباع المخلصين). بعد وفاة كم أصبحت كتاباته سبباً رئيسياً في مذبحة التطهير الأولى في سنة 1498 أثناء حكم الملك يونسان. لاحقاً أعيد الاعتبار إلى كم جونغ جك وأقيمت له الشواهد في مختلف مدارس سوون بما فيها ييرم سوون وغمو سوون.

## أعماله
- جومبلجايجب (점필재집 / 佔畢齋集).
- تشنغو بُنغا (청구풍아 / 靑丘風雅).
- دونغمُنسو (동문수 / 東文粹).
- دانغهو إلغي (당후일기).
- يُدو يُروك (유두유록 / 遊頭流錄).
- غِهاينغروك (기행록 / 紀行錄).

## العائلة
- الجد الثاني: كم أون يو (김은유 / 金恩宥).
  - الجد: كم غوان (김관 / 金琯).
    - الأب: كم سك جا (김숙자 / 金叔滋).
    - الأم: باك هونغ شن (박홍신 / 朴弘信) من عشيرة باك مريانغ (밀양박씨).
      - أخ أكبر: كم جونغ سوك (김종석 / 金宗碩).

### الأسرة
- الزوجة الأولى: ابنة تشو غي مُن (조계문 / 曺繼文) من عشيرة تشو تشانغنيونغ (창녕조씨).
  - الابن الأكبر: كم غون (김곤 / 金緄)، وتزوج من ابنة كم ماينغ سونغ (김맹성 / 金孟性) من عشيرة كم هايبيونغ (해평김씨 / 海平金氏).
  - الابنة الأولى: تزوجت من الأمير يونسونغ (연성군)، حفيد الملك سيجو من ابنه الأمير دوكوون (덕원군).
  - الابنة الثانية: تزوجت من يو سي مي (유세미 / 柳世湄).
  - الابنة الثالثة: تزوجت من إي هايغ (이핵 / 李翮).
- الزوجة الثانية: ابنة مُن غك جونغ (문극정 / 文克貞) من عشيرة من نامبيونغ (남평 문씨 / 南平文氏).
  - الابن الثاني: كم سنغ نيون (김숭년 / 金嵩年).
  - ابنة: تزوجت من شن يونغ غي (신용계 / 申用啓).